# Danielle Waterman
Pour les articles homonymes, voir Waterman.

a Compétitions nationales et continentales officielles uniquement.

b Matchs officiels uniquement.
Danielle Waterman, née le 20 janvier 1985 à Taunton (Angleterre), est une joueuse internationale anglaise de rugby à XV et de rugby à sept, occupant le poste d'arrière ou d'ailier. Elle est désormais consultante à la télévision.
N'ayant pas pu vivre du rugby pendant la majeure partie de sa carrière, elle a exercé plusieurs métiers dans l’hôtellerie, la restauration, l'éducation.

## Biographie

### Jeunesse et formation
Née le 20 janvier 1985 à Taunton dans le Somerset, elle est la fille de Jim Waterman, qui a joué plus de 450 matchs pour Bath ; sa mère est vétérinaire. Elle touche ses premiers ballons de rugby dans le jardin familial, où elle joue avec ses frères ainés. Elle débute réellement le rugby en Nouvelle-Zélande, à l'époque où ça famille vit là-bas. Au lycée de Palmerston North, elle joue au sein de l'équipe masculine, ce qu'elle continue à faire jusqu'à son retour en Angleterre. Elle rejoint un club féminin, le Minehead Barabarians RFC.
Elle fait ses débuts internationaux avec l'équipe d'Angleterre en 2003, à 18 ans. C'est la plus jeune joueuse à porter le maillot des Red Roses.

### Rugby à XV, rugby à sept: des trophées et des blessures
Après un Grand Chelem dans le Six Nations 2006, elle est retenue pour la Coupe du monde 2006 à l'aile, elle dispute trois rencontres contre l'Afrique du Sud, la France (demi-finale) et la Nouvelle-Zélande (finale).
En 2009, elle participe à la Coupe du monde de rugby à sept, à Dubaï.
Elle dispute la Coupe du monde 2010, elle joue à chaque match et est l'une des trois nommées pour le titre de meilleure joueuse du tournoi. Elle est alors titulaire au poste d'arrière, une fois elle est remplaçante entrée en jeu (contre le Kazakhstan) ; l'Angleterre s'incline en finale contre la Nouvelle-Zélande 10-13. Elle est nommée pour le trophée de meilleure joueuse de l'année de l'IRB, attribué à Carla Hohepa.
Elle remporte le Tournoi des Six Nations 2012.
Elle est sélectionnée pour la Coupe du monde de rugby à sept 2013, mais doit y renoncer pour cause de blessure.
Elle devient championne du monde en 2014 : elle dispute les 3 rencontres de poule au poste d'arrière. Elle marque un essai contre l'Espagne. Danielle Waterman est l'une des trois joueuses à démarrer les trois rencontres de poule, avec Sarah Hunter et Emily Scarratt.
Elle passe ensuite sous contrat fédéral pour se consacrer au rugby à sept et préparer les prochains Jeux olympiques.
En 2015, à la suite d'une très grave blessure au genou gauche (déjà opéré quelques années plus tôt), elle envisage d'arrêter sa carrière, au point de rédiger un communiqué qu'elle n'envoie finalement pas. Elle traverse une rééducation lourde et éprouvante : au bout de cinq mois, elle est en mesure de descendre un escalier. Elle décrit cette période comme la pire de sa carrière.
Elle subit d'autres blessures par la suite : une fracture multiple de la pommette, les ligaments croisés du genou droit, elle s'abime les tendons d'un pied lors d'un accident domestique. Elle passe plus d'un an sans jouer. Elle revient sur les terrains en avril 2016, au Tournoi du Canada où elle est nommée dans l'équipe type de la compétition. Elle est finalement en mesure de participer aux Jeux olympiques de Rio avec l'équipe de Grande-Bretagne.
De retour à XV, elle participe à la Coupe du monde 2017. Victime d'une commotion en demi-finale contre la France, elle rate la finale.

### Retraite et reconversion
Elle annonce sa retraite internationale en 2018, estimant qu'elle devait laisser la place à des joueuses en lice pour la Coupe du monde suivante. Quelques mois plus tard, elle est élue joueuse de l'année par le RPA (« Rugby Players Association », le syndicat des joueurs et joueuses en Angleterre). En avril 2019, elle joue son dernier match de championnat. Après une saison blanche en 2019-2020, elle annonce officiellement sa retraite sportive en septembre 2020.
Nolli Waterman rejoint la chaine ITV dont elle devient la première consultante à l'occasion de la Coupe du monde 2019. Elle anime également un podcast consacré au rugby féminin, le Try Hard Podcast, avec la journaliste Laura-Jane Jones.
À la suite de la mésaventure d'Alisha Butchers, joueuse galloise de Bristol qui a dû ouvrir une cagnotte en ligne pour payer ses frais médicaux, Nolli Waterman s'investit dans la création de la Women’s Rugby Association, le syndicat des joueuses de rugby.

## Palmarès

### En équipe nationale
- Vainqueur du Tournoi des Six Nations en 2006, 2007, 2008, 2011, 2012.
- Finaliste de la Coupe du monde en 2006, 2010 et 2017.
- Vainqueur de la Coupe du monde en 2014.

### Distinctions individuelles
- Meilleur espoir du rugby anglais en 2006
- Joueuse anglaise de l'année en 2018